# Brasserie Goudale
La Brasserie Goudale est une brasserie française située à Arques, dans le département Pas-de-Calais.

## Historique
En 1919 à Douai (département du Nord), quatre brasseries se réunissent pour former La grande brasserie des enfants de Gayant. Son nom est un hommage au symbole de la ville, le géant Gayant. La bière sans alcool Celta est lancée en 1970, la Goudale en 1994. 
Le changement de nom intervient en 1995. En 2001, la brasserie de Gayant prend le contrôle de la Brasserie Jeanne d'Arc, située à Ronchin, qui fabrique les bières Triple Secret des Moines, Grain d'Orge, Ambrée des Flandres, Septante 5 et Belzébuth. Renommée l'année suivante en Brasserie Grain d'Orge, celle-ci est fermée en 2005, et la fabrication est transférée à Douai.
En 2010, la famille d'Aubreby, qui possédait la brasserie depuis 1955, la revend à André Pecqueur, qui possède la Brasserie de Saint-Omer.
Le site de production s'installe à Arques en 2017 afin de se rapprocher de celui de la Brasserie de Saint-Omer, elle prend le nom de Brasserie Goudale.

## Bières
| Nom                      | Type                          | Degré | Conditionnement                                                    |
| ------------------------ | ----------------------------- | ----- | ------------------------------------------------------------------ |
| La Goudale               | Bière blonde                  | 7,2   | 25 cl 33 cl 75 cl                                                  |
| Saint Landelin           | Bière blonde                  | 5,9   | Bouteille de 25 et 75 cl                                           |
| La bière du Démon        | Bière forte                   | 12    | Bouteille de 33 cl Pack de 3x33 cl                                 |
| Mega Démon               | Bière extra forte             | 16    | Boîte de 50 cl                                                     |
| Bière du désert          | Bière blonde                  | 7,2   | 3x33 cl                                                            |
| Amadeus                  | Blanche                       | 4,5   | Boîte de 50 cl Bouteille de 75 cl                                  |
| Tequieros                | Blonde à la téquila           | 5,6   | bouteille de 33 cl pack de 3 bouteilles de 33 cl                   |
| La Démon                 | Blonde forte                  | 8,5   | Boîte de 50 cl                                                     |
| Goldenberg               | Blonde spécial                | 5,9   | 33 cl                                                              |
| Brune artisanale         | Brune spéciale                | 6,4   | 33 cl ou boîte 50 cl                                               |
| Celta                    | Blonde ou brune sans alcool   | <1    | Bouteille de 1 l Pack de 6x25 cl (brune) Pack de 10x25 cl (blonde) |
| Saaz                     | Blonde spéciale               | 5,2   | 33 cl boîte alu de 50 cl                                           |
| La Raoul                 | Blonde de Fermentation Haute  | 7,2   | Bouteille de 33 et 75 cl                                           |
| Triple Secret des Moines | Blonde, Froment, Brune, Rouge | 8     | Bouteille de 75 cl                                                 |

## Déclinaison de la Goudale

### La Goudale
Créée en 1994, la Goudale est une bière blonde de garde de fermentation haute et titre un degré d'alcool de 7,2 %. Elle est composée à partir de trois variétés de houblon des Flandres, deux variétés de malt (malt pâle et malt caramel), de trois céréales (orge, blé et riz) et d'épices (coriandre et écorces d'oranges amères).

### La Goudale de Noël
Créée en 2012. 

### “G” de Goudale Grand Cru
Créée en 2013, la “G” de Goudale Grand cru Mandarina est une association d'un houblonnage à cru et de l'utilisation de la variété de houblon Hallertau Mandarina.
Créée en 2014, la “G” de Goudale Grand Cru Citra & Amarillo est composée de deux houblons provenant des États-Unis : l'Amarillo et le Citra.
- World Beer Awards : Belgian Style Strong Pale Ale - Bronze Medal 2015[5]

### La Goudale ambrée
Créée en 2015, La Goudale Ambrée est composée de malts torréfiés.
- Médaille d'or au Concours général agricole 2020, catégorie bière ambrée[6]

### La Goudale IPA
La Goudale IPA est composée de plusieurs houblons d'origine américaine (des plaines du Yakima). 

### La Goudale de printemps
Créée en 2015, elle est produite à partir d'une variété d'orge semée au printemps et récoltée en été.

## Galerie

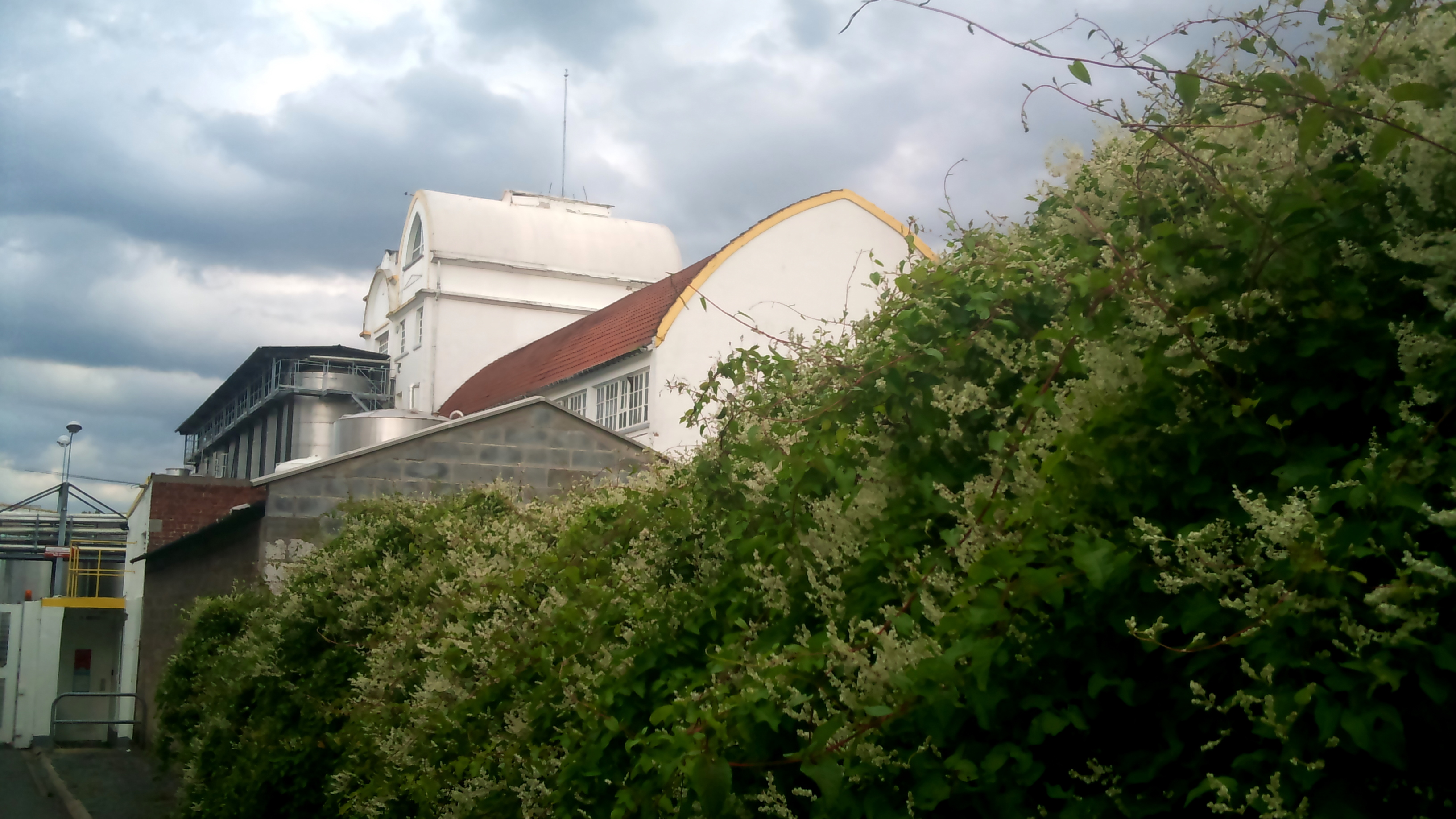
L'ancienne brasserie à Douai
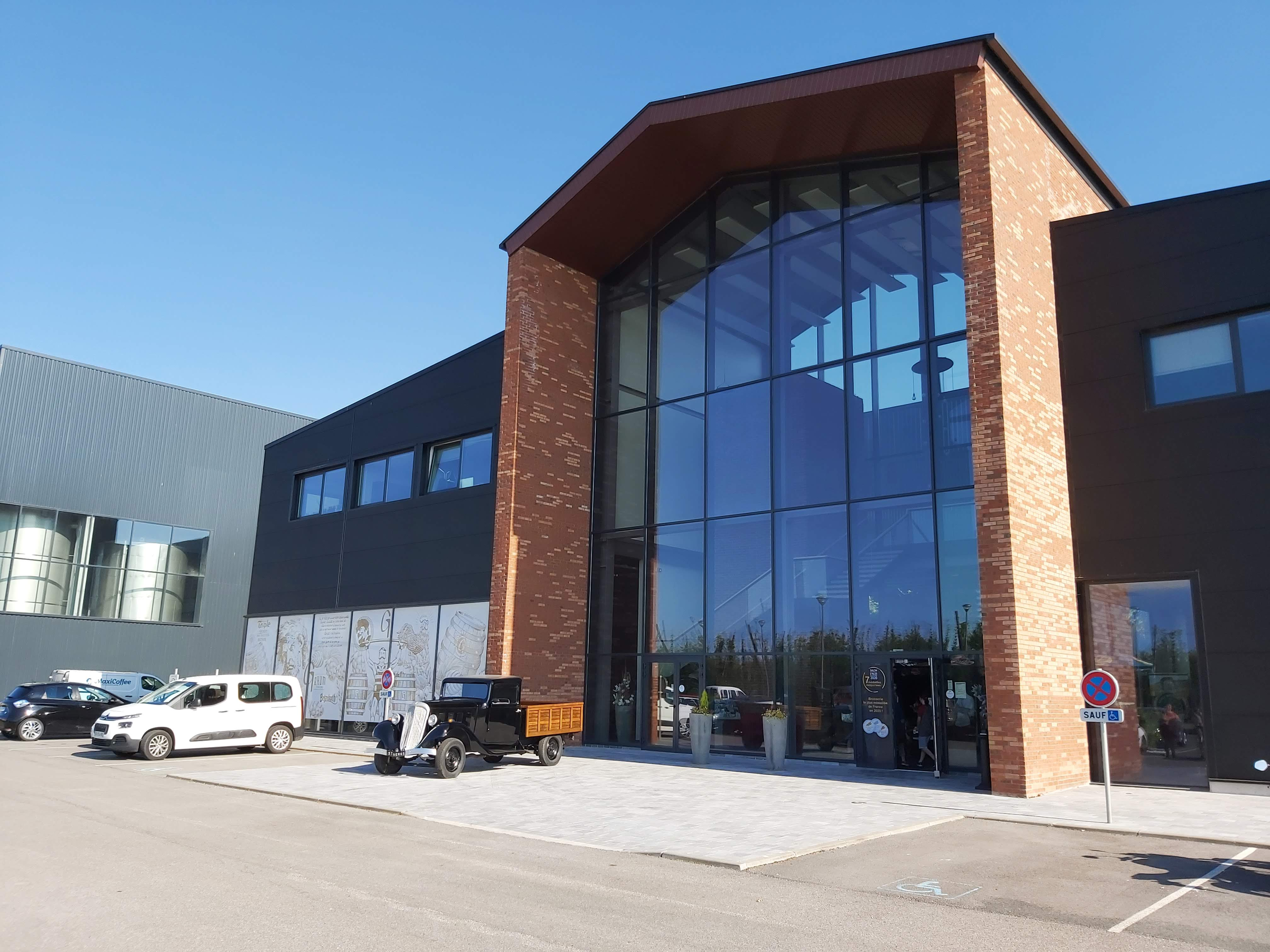
Brasserie Goudale anno 2020
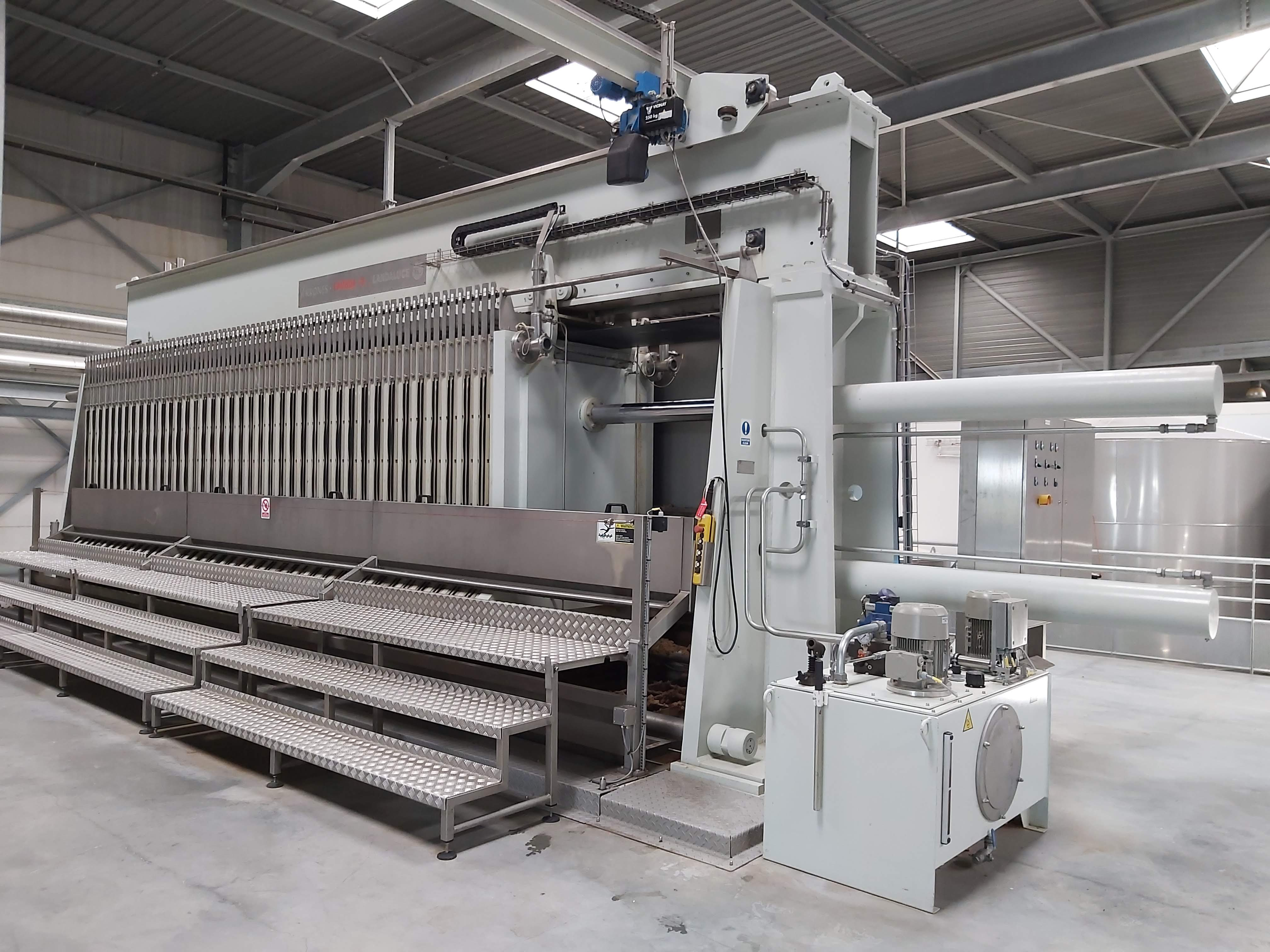
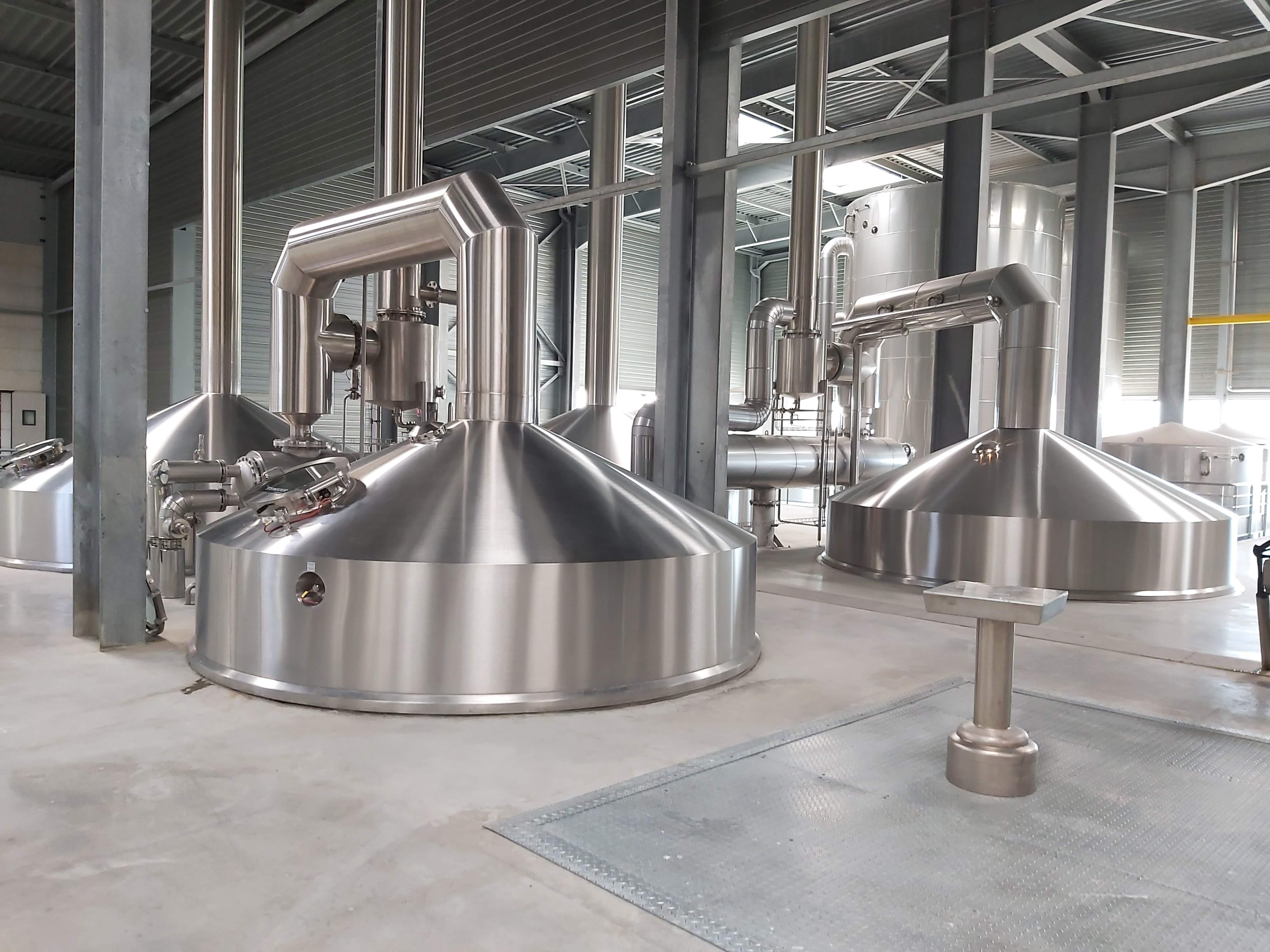
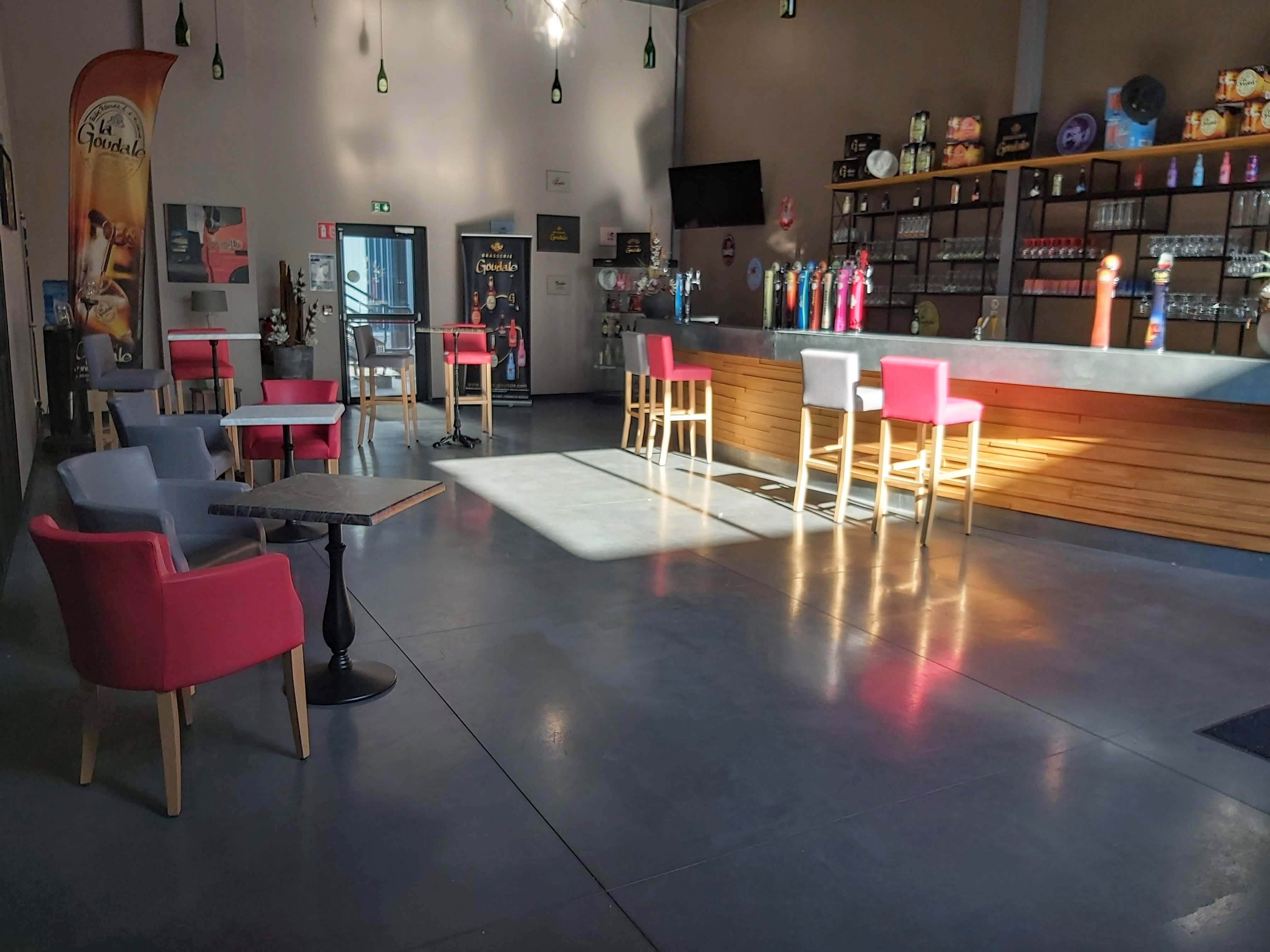
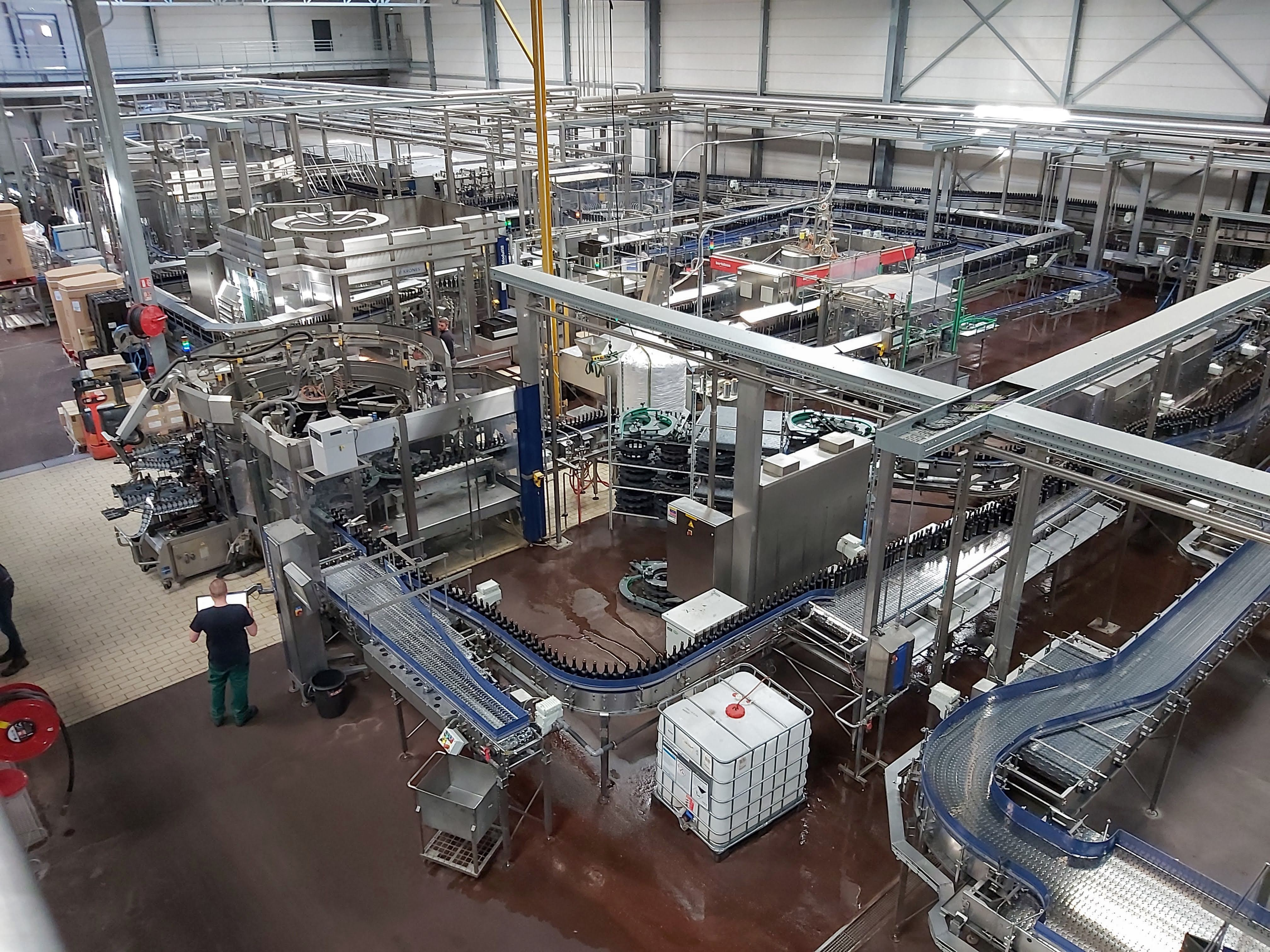

## Quelques verres de l'ancienne Brasserie de Gayant

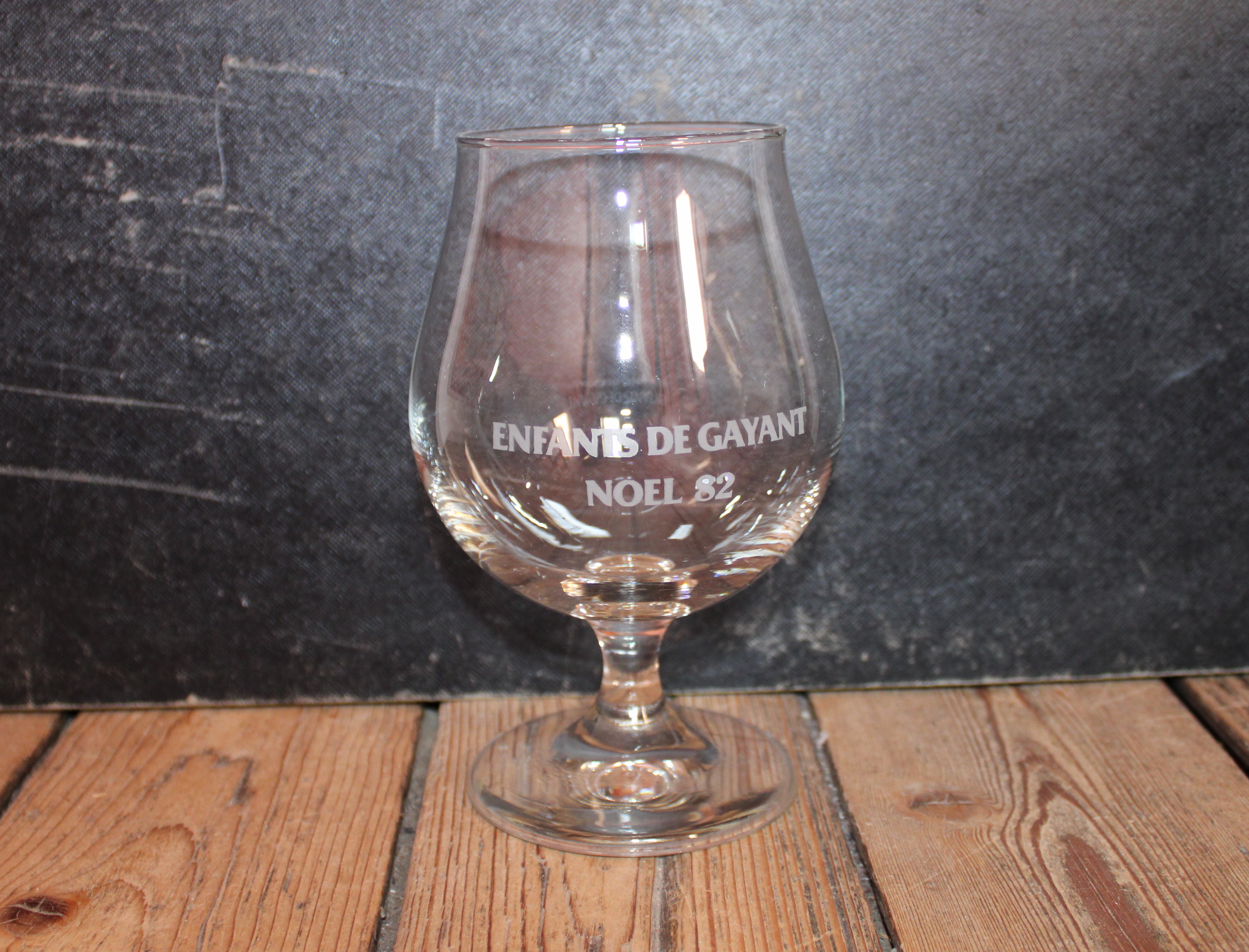
Verre à bière "Enfants de Gayant Noël 82".
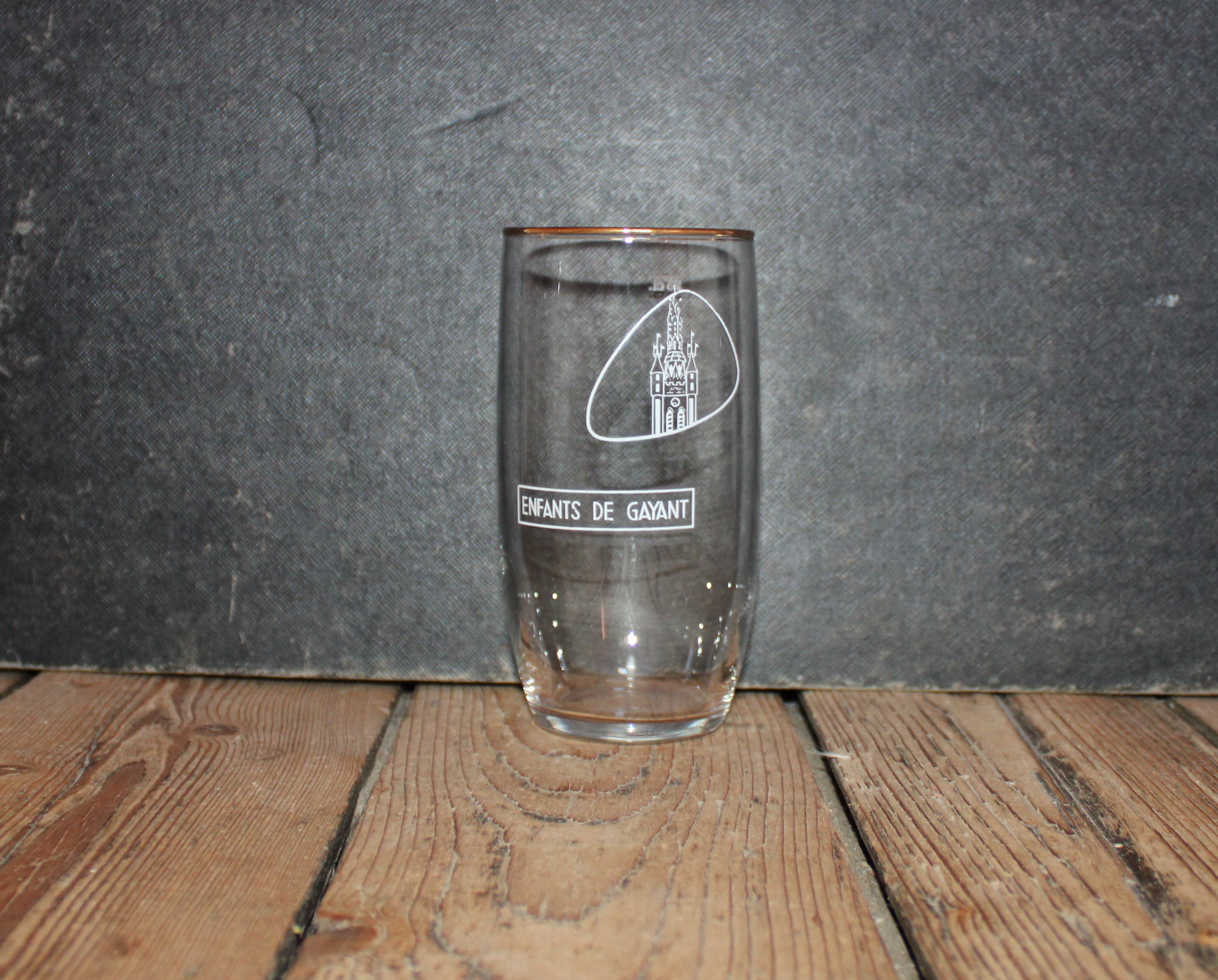
Vieux verre à bière "Enfants de Gayant".
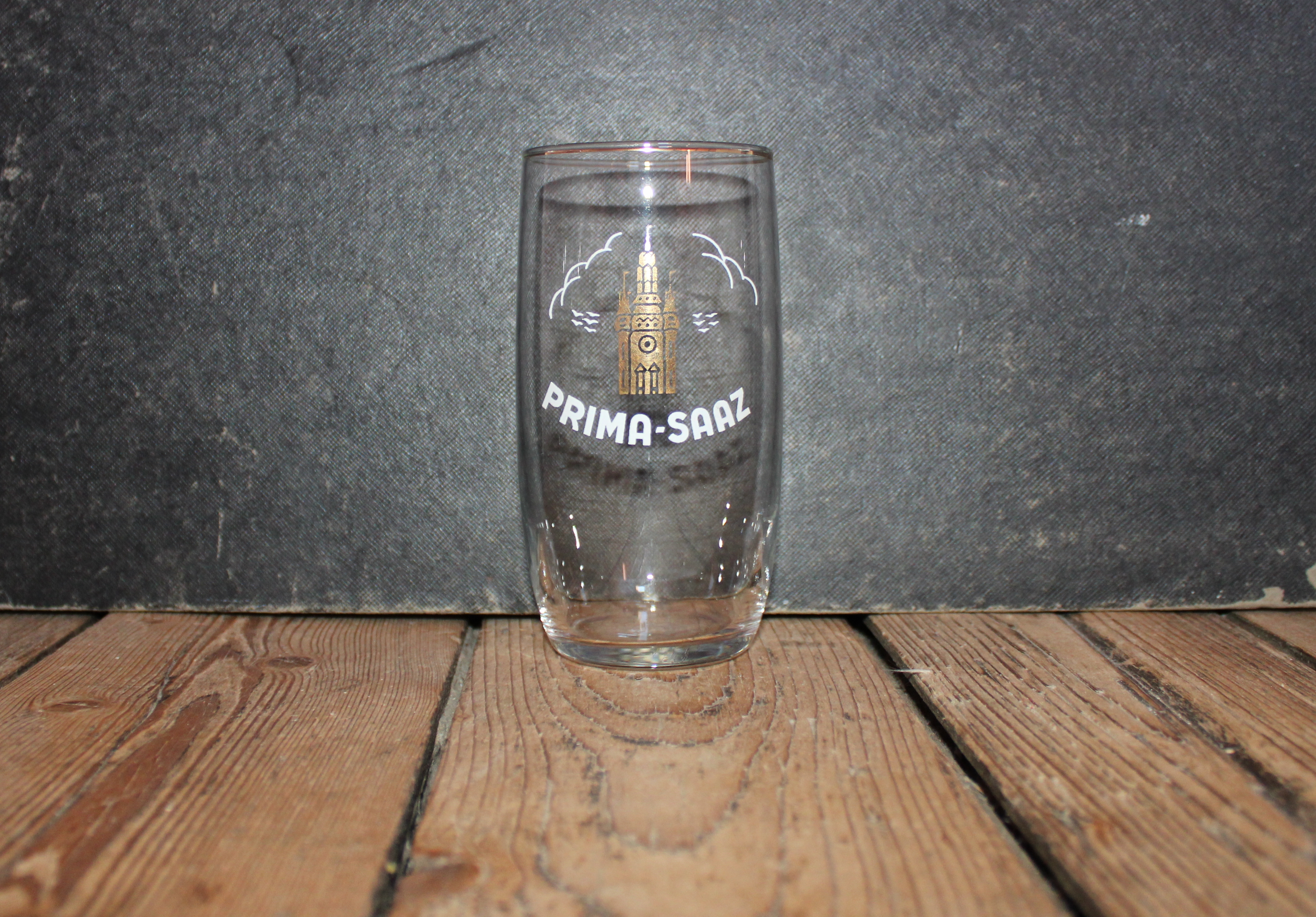
Verre à bière "Prima Saaz".
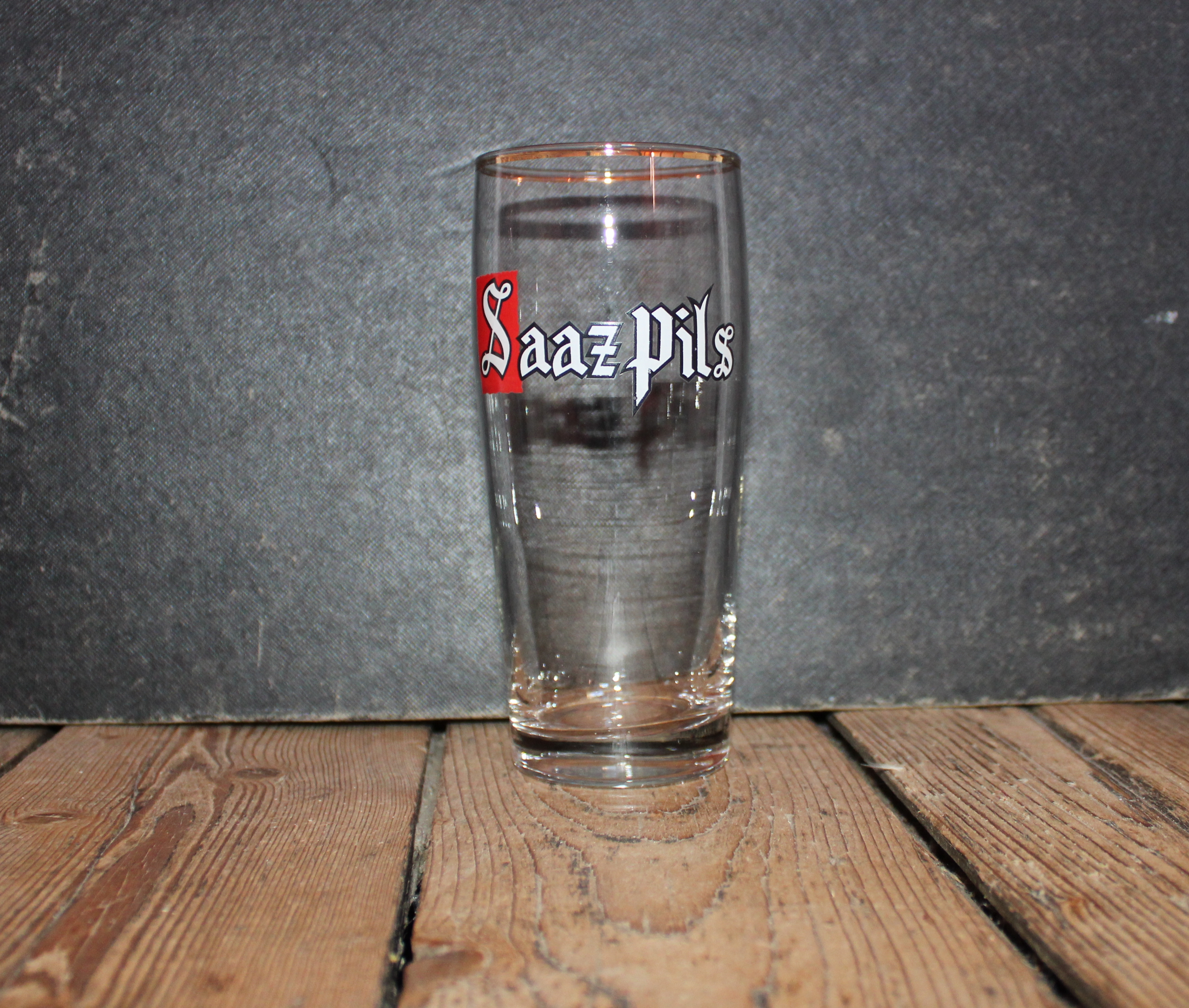
Verre à bière "Saaz Pils".